# Prada (La Vega)
Prada (llamada oficialmente Santo André de Prada) es una parroquia y un lugar del municipio español de La Vega, en la provincia de Orense, Galicia.

## Toponimia
La parroquia también es conocida por el nombre de San Andrés de Prada.

## Localización
- Desde El Barco de Valdeorras, vía Viloira, coger la OU-121. A 8 km se encuentra el único pueblo por el camino, Santigoso, y luego una carretera sinuosa que asciende hasta el alto de A Portela do Valado desde donde se divisa el pueblo, al que se llega tras bordear las laderas de la Serra do Eixe y cruzar el Río Mao. Total 27 km.

- Desde La Gudiña (A-52, salida 129), coger la OU-533 dirección Viana del Bollo. En el alto do Covelo, vía La Vega y, una vez en el concello, seguir las indicaciones durante 11 km más. Total 48 km.

- Desde Orense, a la altura de Petín coger la OU-533 vía El Bollo y después dirección Fornelos y San Pedro. Una vez divisado el embalse y tras cruzar la presa se llega al pueblo. Total 26,5 km.

## Geografía
Al norte de Prada se pueden observar cientos de castaños (algunos milenarios); la figura omnipresente del Santuario del Cristo de la Ascensión; río Mao (a 657 m) que discurre su viaje hasta la central eléctrica del embalse donde se unirá a lo que queda del río Jares y ascendiendo entre antiguas viñas, el alto de Fiais a 1.343 m. 
Al sur, el embalse (altitud media 861 m y bajo sus aguas la antigua parroquia y lugar de Alberguería que estaba a 817 m) y a 11 km por carretera, la capital del municipio, La Vega.
Al oeste, dejando atrás el cementerio, el alto de A Peneda (983 m), donde entre una arboleda nos encontramos con lo que quizá sean los restos de un antiguo castro, cuya única muralla defensiva es la vertiginosa caída que tiene el cañón del río Jares (a 685 m).
Al este, el monte de Cobo y Lombo (1.525 m) en el que se encuentra el manantial que da de beber al pueblo. Zona rica en minerales del hierro, en la que se han encontrado residuos ferrosos, quizás de algún trabajo de herrería.
Rodeada de castaños milenarios, se encuentra sobre el embalse homónimo y el cañón del río Jares y cuenta con numerosas barriadas: As Pozas, A Corredoira, O Caneiro, O Campo, O Pacio, Outeiro, Hortos, O Fondo de Aldea... Se encuentra a 918 m de altitud.

## Historia
Aunque parece ser que ya era una parroquia de la diócesis de Astorga en el siglo X, poco se conoce de su historia más antigua y dónde surgieron sus primeras casas, aunque se supone que se construirían en la zona más cálida del pueblo (Outeiro) ya que, como dato curioso, la entrada a la iglesia de San Andrés está de espaldas al actual acceso al pueblo.

## Organización territorial
La parroquia está formada por dos entidades de población:
- Poblado de Prada (Poboado de Prada)
- Prada

## Demografía

### Parroquia
| Gráfica de evolución demográfica de Prada (parroquia) entre 2000 y 2023 |
|                                                                         |
| Datos según el nomenclátor publicado por el INE.                        |

### Lugar
| Gráfica de evolución demográfica de Prada (lugar) entre 2000 y 2023 |
|                                                                     |
| Datos según el nomenclátor publicado por el INE.                    |

## Patrimonio

### Santuario del Cristo de la Ascensión
Sobre un pequeño promontorio, a manera de balcón y rodeado de castaños centenarios, se alza el santuario del Cristo de la Ascensión.
Construido con sillares de mampostería y con planta de cruz latina, consta en su interior de un coro, dos pequeñas capillas laterales (con imágenes de la Virgen de los Dolores y de Jesucristo) y un altar, que preside la imagen de Cristo en el momento de su Ascensión, entre cuatro columnas corintias y rodeado de los apóstoles y de la Virgen María. Detrás del altar está la sacristía, con un acceso al exterior a modo de balcón volado de piedra con un altar y un púlpito que se utiliza para celebrar misa al aire libre en días de gran concentración de feligreses. Mide 41 metros de largo por 15 de ancho (incluyendo las capillas laterales), con 415 m² de superficie (1.745 si sumamos el santuario más las dependencias exteriores).
Posiblemente, en el lugar que en el que se encuentra hubo antes una ermita pues en una inscripción en el dintel de la puerta puede leerse “Ascensio Domine 1690”, y no fue hasta 1799 cuando se bendijo la actual capilla mayor y se construyeron las dependencias que rodean al santuario para el descanso de los peregrinos y cuadra para los animales. En 1806 se construyó la sacristía, y entre 1812 y 1816 la torre-campanario. Con la adquisición de las campanas, una de 288 kg y otra de 104, en 1825, podemos dar como concluida la construcción del Santuario. La financiación de la obra fue hecha, en gran medida, con las aportaciones de los miles de devotos que acudían al lugar durante la romería de la Ascensión (mayo) y de la Virgen de los Dolores (septiembre). 

### Embalse de Prada
El embalse de Prada fue construido en 1958 por Hidroeléctrica Moncabril. Es alimentado por una cuenca con superficie de 256 km² y tiene una capacidad de 122 hm³. Encierra, con su presa de contrafuertes, al río Jares a 845 m altitud (en el estrecho de Alberguería). La presa, por la que discurre la carretera de Prada a Celavente, tiene 280 m de longitud y 85 de altura. En su margen izquierdo dispone de un aliviadero. 
A raíz de su construcción, los lugares de Meda, Corejido, Vilaboa, Candeda, Santa Cristina, Casdenodres, La Vega, Prada y Prado vieron afectadas sus tierras de pastos y cultivo. Otro lugar, Alberguería, fue inundado completamente.
La central hidroeléctrica del embalse tiene una potencia instalada de 72,2 MW. Para ello fue necesario canalizar el agua, atravesando la montaña, por un túnel durante 1600 m que se hace visible tras una chimenea de equilibrio o respiración (de 65 m de profundidad). Después siguen 623 metros de tubería forzada hasta la central (en la confluencia del mismo río y el arroyo Riomao, a 525 m), con un desnivel bruto de 320 m.
El embalse de Prada puede catalogarse de tamaño mediano-pequeño, tanto por su extensión como por su producción hidráulica, debida sobre todo a la aportación caudal del río Jares y a la orografía del terreno. Actualmente es propiedad de la eléctrica Endesa.
Se puede realizar una ruta circular de 28 km, por la que pasaremos por los pueblos que (en mayor o menor medida) vieron sus tierras afectadas por el embalse. La ruta puede iniciarse por la carretera hacia La Vega (Orense) (11 km) pasando por Meda, Candeda, Castromarigo, Casdenodres y La Vega. Aquí podremos disfrutar, tras atravesar el río Jares por el "puente nuevo", construido al realizarse el embalse (el antiguo sólo puede verse cuando el embalse está muy bajo), de un baño en la playa de los Franceses.
Continuamos, rayando con las tierras de O Bolo, durante 16 km, pasando por Santa Cristina, Vilaboa y Coreixido. Un kilómetro antes de llegar a Prada encontraremos la segunda playa del embalse ("la de la Presa"), surgida tras los desechos de la arena utilizada en la construcción de la presa y punto de encuentro en verano de gentes de Prada y alrededores y también de los pueblos de O Bolo.
Este lugar nos permitirá el baño, la pesca y conocer como se construyó la presa gracias a las edificaciones aún presentes (el molino, las grúas,...) Se puede hacer senderismo hasta la aldea abandonada de Acebeda (el camino que surge tras la "pirámide", en el aparcamiento de coches que se forma en verano y paralelo al cañón del Jares).